# Сур'яванші
«Сур'яванші» (Suryavanshi, дослівно - Представник Сонячної раси) — індійський фільм у жанрі фентезі, що вийшов в прокат 14 лютого 1992 року.

## Сюжет
Син багатого вдівця Вікі (Салман Хан) та донька археолога Сонія (Шиба) подобаються один одному і одружуються за бажанням батьків. Після весілля вони відправляються разом із сім'єю в село, в якому батько Сонії під час розкопок знайшов підземний палац. В тій місцевості згідно легенди мешкає дух померлої принцеси Сур'ялекхі (Амріта Сінгх), і відбуваються дивні речі, що наводили жах на людей. Принцеса ненавиділа усіх чоловіків, поки не закохалася в члена общини Сонячної раси — Сур'яванші — Вікрама Сінгха (Салман Хан). Вікрам відкидає її за вбивство свого друга, а сам гине при трагічних обставинах. Тепер принцеса чекає свого відродження, щоби повернути Вікрама і зняти з себе прокляття.
Сі'мя Вікі хоче пошвидше залишити це страшне місце, але привид не відпускає їх. Всі спроби втечі виявляються невдалими. І нарешті, стає відома причина — Вікі як дві краплі води схожий на Вікрама, і саме він повинен стати жертвою темного плану Сур'ялекхі.